# Zachar Prilepin
Zachar Prilepin (ros. Захар Прилепин; ur. 7 lipca 1975 roku w Iljince koło Skopina w obwodzie riazańskim, jako Jewgienij Nikołajewicz Prilepin, ros. Евгений Николаевич Прилепин) – rosyjski dziennikarz i pisarz. Od 1996 roku jest aktywistą Partii Narodowo-Bolszewickiej. Weteran obydwu wojen czeczeńskich.

## Życiorys
Urodził się 7 lipca 1975 roku we wsi Iljince w obwodzie riazańskim w rodzinie nauczyciela i pielęgniarki. Ukończył Państwowy Uniwersytet im. N. Łobaczewskiego w Niżnym Nowogrodzie. Służył jako kapitan specnazu OMON-u podczas operacji w Czeczenii w 1996 i 1999 r. Brał udział w wojnie na wschodzie Ukrainy po stronie separatystów. Był zastępcą dowódcy batalionu, a po powrocie do Rosji był zapraszany w związku z tym do telewizji, dzięki czemu rozszerzył swoją popularność i rozpoznawalność.
W 2020 r. zarejestrował ugrupowanie Za Prawdę, które wystawiło listy na wybory regionalne, zdobywając przy niskiej frekwencji ponad 100 tysięcy głosów i przekraczając pięcioprocentowy próg wyborczy w obwodzie riazańskim, gdzie Prilepin był liderem na jej liście.
Decyzją z dnia 28 lutego 2022 r. Rada Unii Europejskiej nałożyła na Prilepina sankcje za aktywne wspieranie lub realizację działań podważających integralność terytorialną, suwerenność i niezależność Ukrainy, a także stabilność i bezpieczeństwo na Ukrainie.
6 maja 2023 r. w Niżnym Nowogrodzie przeprowadzono na niego zamach, do którego przyznał się ruch partyzancki ATESZ.

## Twórczość
Pierwsze utwory publikował w „Gazecie Literackiej” oraz organie Partii Narodowo-Bolszewickiej „Limonka”. Pierwszą książkę, poświęconą wojnie czeczeńskiej powieść – Patologie opublikował w 2005 roku. W 2006 roku ukazała się jego książka Sańkja. W 2007 wydana została powieść Grzech, która przyniosła Prilepinowi uznanie krytyków i nagrodę Narodowy Bestseller. Prilepin jest także autorem zbiorów opowiadań (Wojna, Rewolucja), esejów (Przyszedłem z Rosji) i wierszy. W 2010 r. wydał biografię radzieckiego pisarza Leonida Leonowa.

### Dzieła

#### Powieści
- Patologie (2005)
- Sańkja (2006)
- Grzech (2007)
- Czarna Małpa (2011)
- Klasztor (2014)

#### Opowiadania
- Buty pełne gorącej wódki (2008)
- Wojna (antologia opowiadań) (2008)
- Rewolucja (antologia opowiadań) (2009)

#### Eseje
- Przyszedłem z Rosji (2008)
- Terra Tartarara (2009)

#### Inne
- Imieniny serca. Rozmowy z rosyjską literaturą (2009)
- Leonid Leonow. Jego gra była ogromna (2010)

## Nagrody
Prilepin jest laureatem wielu prestiżowych nagród, w tym Rosyjskiej Nagrody Literackiej Bestseller Narodowy 2008 za powieść Grzech. Za Sańkję otrzymał nagrodę Jasnej Polany oraz tytuł najlepszej powieści obcojęzycznej w Chinach. Była ona także nominowana do nagrody Rosyjskiego Bookera i nagrody Evrika w 2006 roku.

## Życie prywatne
Mieszka w Niżnym Nowogrodzie. Żonaty, ma czworo dzieci.